# روز اتحاد بسارابیا با رومانی
روز اتحاد بسارابیا با رومانی ( رومانیایی: Ziua Unirii Basarabiei cu România   ) یک تعطیلات عمومی در رومانی می باشد که در تاریخ ۲۷ مارس به مناسبت اتحاد بسارابیا با رومانی در روز ۲۷ مارس ۱۹۱۸ سرور برپا می گردد. بسارابیا یک محدوده تاریخی رومانیایی می باشد که قسمتی از شاهزاده مولداوی بود که با والاچیا متفق گردید تا رومانی مدرن را ایجاد نماید. این محدوده در سال ۱۸۱۲ از جانب  امپراتوری روسیه الحاق گردید، ولی در روز ۲۷ مارس ۱۹۱۸ آزاد گردید و با رومانی متحد شد.

## زمینه
بسارابیا محدوده ای میان رودخانه های پروت و دنیستر می باشد که امپراتوری روسیه در سال ۱۸۱۲ آن را از شاهزاده مولداوی الحاق نمود این کار منجر به طریقه روسی سازی و استعمار استان گردید که به سماجت جمعیت رومانیایی ناحیه را کم کرد. در سال ۱۸۵۹، مولداوی با والاچیا متحد گردید و ایالت مدرن رومانی را ایجاد کرد. شروع انقلاب ۱۹۱۷ روسیه به بسارابیا این مجاوز را دریافت کرد که خود را مستقل اعلام نماید و در حالی که جنگ جهانی اول در جریان بود ، جمهوری دموکراتیک مولداوی را ایجاد کرد. در روز ۲۷ مارس ۱۹۱۸، این ایالت با رومانی متفق شد ، که دلیل این تاریخ بزرگداشت بود. رومانی بعد از تصرف این ناحیه از جانب اتحاد جماهیر شوروی (اتحاد جماهیر شوروی) در سال ۱۹۴۰، کنترل بسارابیا و همچنین بوکووینا شمالی را از دست داد و رومانی برای زمان اندکی در سال ۱۹۴۱ آنان را بازگرفت اما بار دیگر در سال ۱۹۴۴ آنان را از دست داد .
در زمان حکومت شوروی، بیسارابیا به قسمت های گوناگونی تقسیم شد. قسمت های شمالی و جنوبی ، و همچنین مجموع بوکووینا شمالی، به اتحاد جماهیر شوروی اوکراین داده شد، در حالی که اس اس آر مولداوی در قسمت های باقی‌مانده از ناحیه پایه گذاری شد. در همان وقت، بعضی از ناحیه ها در آن سوی دنیستر، که هم اکنون ترانس نیستریا را ایجاد می کنند، به اتحاد جماهیر شوروی مولداوی پیوسته شدند. اتحاد جماهیر شوروی مولداوی در سال ۱۹۹۱ به عنوان جمهوری مولداوی مستقل شد که بعداً بعد از جنگ ترانس نیستریا کنترل ترانسنیستریا را از دست داد. از زمان استقلال مولداوی، یک نهضت اتحاد برای اتحاد این کشور با رومانی موجود بوده.

## تاریخچه

### رومانی
روز اتحاد بسارابیا با رومانی در تاریخ ۱۳ اکتبر ۲۰۱۵ از جانب سنای رومانی با ۷۹ رای موافق به اتفاق رای ها پذیرفته شد. ۲ سال بعد، در تاریخ ۱۴ مارس ۲۰۱۷ از جانب اتاق نمایندگان رومانی با ۲۶۰ رأی موافق، ۱ رأی مخالف و ۶ رأی ممتنع پذیرفته شد. شخصی که این پروژه را شروع نمود، یوگن توماک ، معاون وقت حزب جنبش مردمی (پی ام پی)، استدلال نمود که "فراموش کردن تاریخ همان خیانت است". این تعطیلات بعد از آن که رئیس جمهور کلاوس یوهانیس آن را در تاریخ ۲۷ مارس ۲۰۱۷ گزارش داد، در رومانی رسمی شد 

### مولداوی
در سال ۲۰۲۰، جنبش سیاسی اتحادیه ، یک حزب سیاسی مولداوی، توصیه نمود در مولداوی تعطیلاتی مشابه روز اتحاد بسارابیا با رومانی ایجاد شود، اما این ایده رد شد. با این شرایط موجود، برخی از پیروان مولداوی اتحاد با رومانی آن را جشن می گیرند. به عنوان مثال، در سال ۲۰۱۸، هزاران نفر در کیشیناو ، پایتخت مولداوی، تظاهرات کردند تا صدمین سالگرد اتحادیه ۱۹۱۸ را جشن بگیرند و خواستار اتحاد جدید با رومانی شوند. ۱ سال قبل از آن، نهاد فرهنگی رومانیایی (آی اس آر) مراسم و نمایش های گوناگونی را در این روز در مولداوی ترتیب داده بود.